# Дніпровська набережна
Дніпро́вська на́бережна — вулиця в Дарницькому районі міста Києві, місцевості Березняки, Осокорки, Позняки. Пролягає від проспекту Соборності до проспекту Миколи Бажана. 
Прилучаються Русанівська набережна, проспект Соборності, вулиця Івана Миколайчука, проспект Павла Тичини, Березняківська вулиця, Дарницький залізничний міст (перетинає), Дарницький автомобільно-залізничний міст, вулиці Причальна, Здолбунівська, Анни Ахматової, Княжий Затон, Іжкарська, проспект Миколи Бажана. На своєму початку Дніпровська набережна мостом через Русанівську протоку сполучена з Русанівською набережною, наприкінці — шляхопроводом через проспект Миколи Бажана — з Завальною вулицею (шосе до київського дачного масиву Нижні сади).

## Історія
Початковий відрізок (від мосту Патона до Причальної вулиці) був прокладений у 50-ті роки XX століття, забудований у 1960–70-ті роки. Сучасна назва — з 1967 року. 
У 1988 році Дніпровську набережну продовжено до проспекту Миколи Бажана.

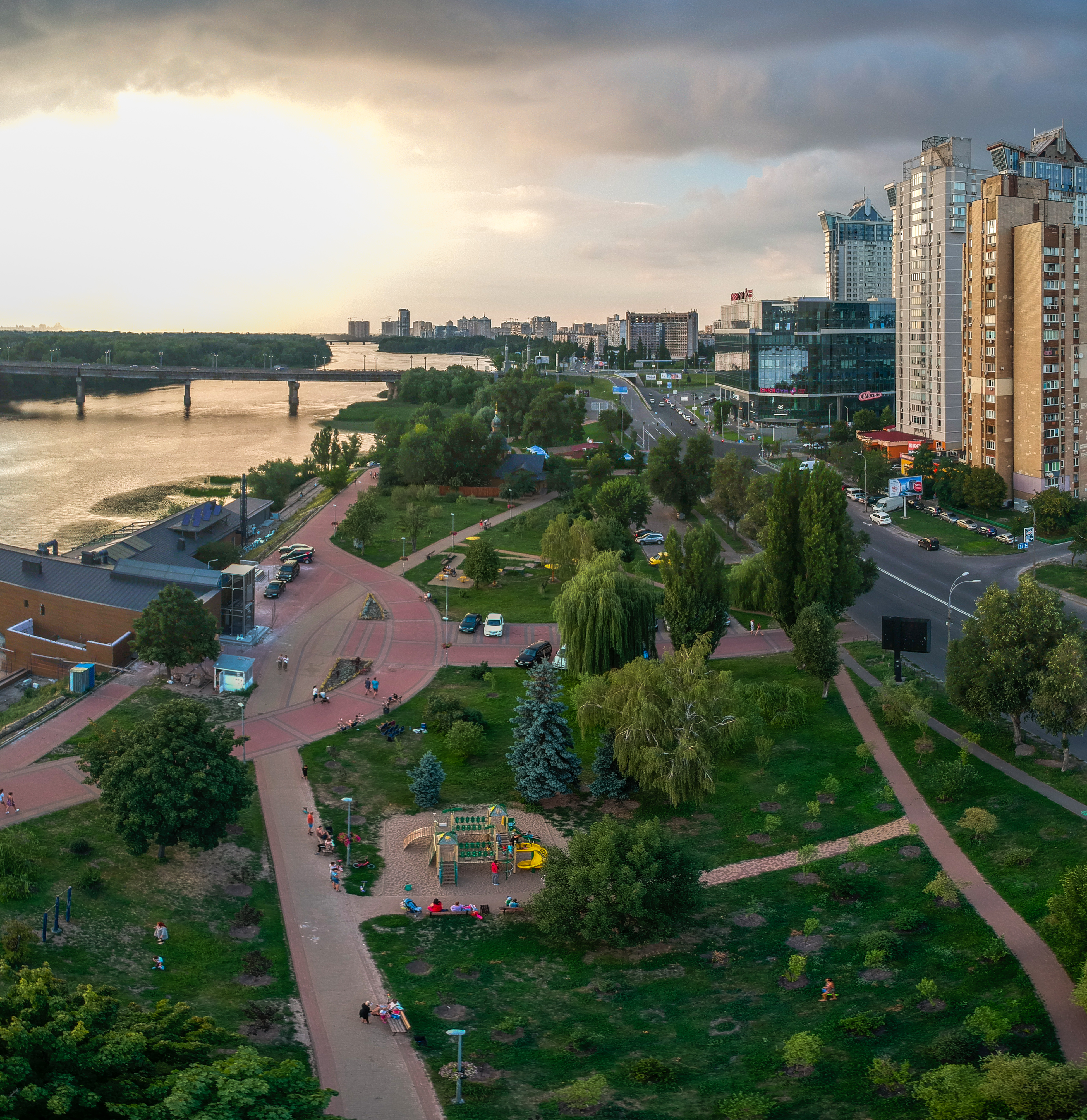
Дніпровська набережна

## Природна цінність
Окрім ландшафтного парку уздовж Дніпровської набережної збереглися ділянки природної прибережно-водної та водної рослинності. На території об’єкту наявні угруповання, які охороняються Додатком 1 до Резолюції №4 Бернської конвенції та Оселищною Директивою Європейського Союзу: алювіальна та водна рослинність. Біля узбережжя Дніпровської набережної відмічається підвищене різноманіття риб. Біля набережної взимку збираються зимуючі водоплавні птахи. Зважаючи на це запропоновано створити тут ландшафтний заказник місцевого значення «Березняківський парк».